# Зелов, Николай Степанович
Никола́й Степа́нович Зелов (род. 28 июня 1939, Весьегонск, Калининская область) — советский и российский историк-архивист.

## Биография
Окончил Московский государственный историко-архивный институт (1963). Научный сотрудник с 1963 года, руководитель Архивохранилища личных фондов Государственного архива РФ с 1974 года.
Автор многих статей, научных сообщений по истории науки и культуры. Автор ряда книг, среди них «Подвижники веры и благочестия» (2013); 4 книги о людях родного Весьегонского края (2011—2013). Инициатор и составитель Весьегонского биографического словаря (2011, 2013).
Почетный работник Госархива РФ (2010). Почетный гражданин Весьегонского района (2009). Член Археографической комиссии РАН. Член Союза писателей России (2007). Член правления Центрального совета Российского общества историков-архивистов. Член Совета Весьегонского отделения Ассоциации Тверских землячеств с 2008. Медали За доблестный труд (1970), Ветеран труда (1990), 850 лет Москвы (1997), Русская земля (2010). Серебряная (1988) и бронзовая (1984) медали ВДНХ. Знак Почётный архивист (1998). Лауреат Всероссийского конкурса на лучшее журнальное произведение на тему «Моя малая Родина» (2003).
Интересы: музыка, театр, краеведение.